# 竹井史香
竹井 史香（たけい ふみか、1994年11月3日 - ）は、香川県高松市出身の元女子競輪選手。日本競輪学校（当時。以下、競輪学校）第106期生。師匠は児玉慎一郎（76期）。現姓、玉村。

## 来歴
小学校5年生のとき、高松市サイクルスポーツ少年団に加入し、高松競輪場にて活動していたが、中学、そして香川県立津田高等学校時代は陸上競技の長距離走に取り組んでいた。高校2年のとき、少年団時代の指導者に誘われて自転車競技に取り組むことになり、2012年の全国高等学校選抜自転車競技大会（小倉競輪場）でケイリン3位、同年の全国高等学校総合体育大会自転車競技大会（インターハイ、弥彦競輪場）ではスクラッチで3位に入った。
2012年12月20日、競輪学校第106回技能試験に合格。卒業記念レースでは決勝戦5着、同校の在校競走成績は7位（6勝）だった。
2014年5月3日、初の香川支部所属のガールズケイリン選手として京都向日町競輪場でデビューし3着。初勝利は同年9月7日の函館競輪場で挙げた。
2018年1月11日、選手登録消除。通算277戦8勝。
引退後の同年7月1日、競輪選手の玉村元気と入籍、2019年3月30日に挙式した。なお、玉村は当初福井県が登録地であったが、竹井との結婚が決まり同年6月19日付けで登録地を香川県に移している。
夫の玉村は大のアニメオタクとして知られており、常にアニメキャラがプリントされたウェアやTシャツを着ているほか、レース中でも発走台では『玉村ルーティーン』と呼ばれる仮面ライダーの変身ポーズ（を真似する「這いよれ! ニャル子さん」に出てくるニャル子の真似）を決めたりすることでも有名。また、竹井自身も現役時代から『二次元・竹井』と呼ばれていたように夫同様アニメ好きであり、同じ趣味同士で意気投合して結婚に至った。
2021年8月、第一子長女を出産。それまで自身のツイッターでは、ペットとして飼っているヘビの画像をよくアップしていたが、子供が生まれてからは子供に関するツイートが増えている。